# Tweekleurig knoopvlekje
Het tweekleurig knoopvlekje (Eucosma obumbratana) is een vlinder uit de familie bladrollers, de Tortricidae.
De spanwijdte van de vlinder bedraagt tussen de 14 en 20 millimeter.

## Waardplanten
Het tweekleurig knoopvlekje gebruikt knoopkruid, echt bitterkruid en akkermelkdistel als waardplanten. De rupsen eten in het najaar van de zaadjes en overwinteren volgroeid in een cocon. Verpopping vindt plaats onder de grond.

## Voorkomen in Nederland en België
Het tweekleurig knoopvlekje is in Nederland en in België een niet zo gewone soort. De soort kent één jaarlijkse generatie, die vliegt van eind mei tot in augustus.